# ریچل اسپکتر
ریچل اسپکتر (انگلیسی: Rachel Specter؛ زادهٔ ۹ آوریل ۱۹۸۰) یک هنرپیشه اهل ایالات متحده آمریکا است.